# Allsvenskan 2022
De Allsvenskan 2022 was het 98ste seizoen in de hoogste afdeling van het Zweedse voetbal, die werd opgericht in 1924. Het seizoen begon op 2 april en eindigde op zondag 6 november 2022.
BK Häcken kroonde zich tot kampioen van Zweden. Voor de ploeg onder leiding van trainer-coach Per-Mathias Høgmo was het de eerste landstitel in de historie. Häcken stelde de titel veilig tijdens de 29ste speelronde. Daarin won het met 4-0 van IFK Göteborg, waardoor het niet meer te achterhalen was door nummer twee Djurgårdens IF.
Helsingborgs IF en GIF Sundsvall degradeerden rechtstreeks. Hun plekken worden volgend seizoen ingenomen door IF Brommapojkarna en Halmstads BK. Varbergs BoIS handhaafde zich na het spelen van play-offs om lijfsbehoud tegen Östers IF, de nummer drie van de Superettan.
In de 240 gespeelde wedstrijden in de Allsvenskan werd in totaal 662 keer gescoord, goed voor een gemiddelde van 2,76 doelpunt per wedstrijd. De topscorerstitel ging dit seizoen naar Alexander Jeremejeff van BK Häcken. Hij scoorde tweeëntwintig keer.

## Teams

### Stadions en locaties
| Team            | Locatie     | Stadion          | Ondergrond | Capaciteit |
| --------------- | ----------- | ---------------- | ---------- | ---------- |
| AIK             | Solna       | Friends Arena    | Natuurgras | 50.000     |
| BK Häcken       | Göteborg    | Rambergsvallen   | Kunstgras  | 6.500      |
| Degerfors IF    | Degerfors   | Stora Valla      | Natuurgras | 7.500      |
| Djurgårdens IF  | Stockholm   | Stockholmsarenan | Kunstgras  | 30.000     |
| GIF Sundsvall   | Sundsvall   | Idrottsparken    | Kunstgras  | 8.000      |
| Hammarby IF     | Stockholm   | Tele2 Arena      | Kunstgras  | 30.000     |
| Helsingborgs IF | Helsingborg | Olympia          | Natuurgras | 16.500     |
| IF Elfsborg     | Borås       | Borås Arena      | Kunstgras  | 16.899     |
| IFK Göteborg    | Göteborg    | Gamla Ullevi     | Natuurgras | 18.600     |
| IFK Norrköping  | Norrköping  | Nya Parken       | Kunstgras  | 15.734     |
| IFK Värnamo     | Värnamo     | Finnvedsvallen   | Natuurgras | 5.000      |
| IK Sirius FK    | Uppsala     | Studenternas IP  | Kunstgras  | 10.000     |
| Kalmar FF       | Kalmar      | Guldfågeln Arena | Natuurgras | 12.000     |
| Malmö FF        | Malmö       | Eleda Stadion    | Natuurgras | 22.500     |
| Mjällby AIF     | Hällevik    | Strandvallen     | Natuurgras | 6.750      |
| Varbergs BoIS   | Varberg     | Påskbergsvallen  | Natuurgras | 4.500      |

### Personeel en tenue
Alle teams zijn verplicht het logo van competitiesponsor Unibet op hun shirt te dragen. Ook spelen alle teams met het Allsvenskan-logo op de rechtermouw van het shirt.
| Team            | Hoofdtrainer                           | Aanvoerder          | Kledingsponsor | Hoofdsponsor             |
| --------------- | -------------------------------------- | ------------------- | -------------- | ------------------------ |
| AIK             | Henok Goitom                           | Sebastian Larsson   | Nike           | Notar                    |
| BK Häcken       | Per-Mathias Høgmo                      | Erik Friberg        | Puma           | BRA                      |
| Degerfors IF    | Andreas Holmberg Tobias Solberg        | Johan Bertilsson    | Umbro          | Meerdere                 |
| Djurgårdens IF  | Kim Bergstrand Thomas Lagerlöf         | Magnus Eriksson     | Adidas         | Prioritet Finans         |
| GIF Sundsvall   | Brian Clarhaut                         | Pontus Engblom      | Adidas         | Meerdere                 |
| Hammarby IF     | Martí Cifuentes                        | Richard Magyar      | Craft          | Huski Chocolate          |
| Helsingborgs IF | Mattias Lindström Álvaro Marcio Santos | Viljomur Davidsen   | Puma           | AKEA                     |
| IF Elfsborg     | Jimmy Thelin                           | Johan Larsson       | Umbro          | Sparbanken Sjuhärad      |
| IFK Göteborg    | Mikael Stahre                          | Marcus Berg         | Craft          | Serneke                  |
| IFK Norrköping  | Glen Riddersholm                       | Christoffer Nyman   | Adidas         | Holmen                   |
| IFK Värnamo     | Kim Hellberg                           | Freddy Winsth       | Puma           | Meerdere                 |
| IK Sirius       | Daniel Bäckström                       | Tim Björkström      | Select Sport   | Meerdere                 |
| Kalmar FF       | Henrik Rydström                        | Oliver Berg         | Select Sport   | ICA Supermarket Borgholm |
| Malmö FF        | Åge Hareide                            | Anders Christiansen | Puma           | Volkswagen               |
| Mjällby AIF     | Andreas Brännström                     | David Löfquist      | Craft          | Meerdere                 |
| Varbergs BoIS   | Joakim Persson                         | Jon Birkfeldt       | Craft          | Meerdere                 |

### Trainerswisselingen
| Team            | Vertrekkende trainer | Reden van vertrek     | Datum van vertrek | Ranglijst     | Nieuwe trainer                         | Datum van aanstelling |
| --------------- | -------------------- | --------------------- | ----------------- | ------------- | -------------------------------------- | --------------------- |
| IFK Värnamo     | Robin Asterhed       | Einde contract        | 18 november 2021. | Voorbereiding | Kim Hellberg                           | 6 december 2021       |
| Hammarby IF     | Miloš Milojević      | Ontslagen             | 13 december 2021  | Voorbereiding | Martí Cifuentes                        | 12 januari 2022       |
| Mjällby AIF     | Anders Tortensson    | Einde contract        | 29 december 2021  | Voorbereiding | Andreas Brännström                     | 29 december 2021      |
| Malmö FF        | Jon Dahl Tomasson    | In overleg            | 30 december 2021  | Voorbereiding | Miloš Milojević                        | 7 januari 2022        |
| Helsingborgs IF | Jörgen Lennartsson   | Ontslagen             | 22 mei 2022       | 15de          | Mattias Lindström Álvaro Marcio Santos | 31 mei 2022           |
| IFK Norrköping  | Rikard Norling       | Ontslagen             | 11 juli 2022      | 11de          | Glen Riddersholm                       | 8 augustus 2022       |
| GIF Sundsvall   | Henrik Åhnstrand     | Ontslagen             | 28 juli 2022      | 15de          | Brian Clarhaut                         | 28 juli 2022          |
| Malmö FF        | Miloš Milojević      | Ontslagen             | 29 juli 2022      | 5de           | Andreas Georgson (interim)             | 29 juli 2022          |
| AIK             | Bartosz Grzelak      | Ontslagen             | 19 augustus 2022  | 5de           | Henok Goitom (interim)                 | 19 augustus 2022      |
| Malmö FF        | Andreas Georgson     | Einde interim-periode | 6 september 2022  | 7de           | Åge Hareide                            | 6 september 2022      |

## Eindstand
| №  | Club            | WG | W  | G  | V  | DV | DT | +/– | Punten |
| -- | --------------- | -- | -- | -- | -- | -- | -- | --- | ------ |
| 1  | BK Häcken       | 30 | 18 | 10 | 2  | 69 | 37 | +32 | 64     |
| 2  | Djurgården      | 30 | 17 | 6  | 7  | 55 | 25 | +30 | 57     |
| 3  | Hammarby IF     | 30 | 16 | 8  | 6  | 60 | 27 | +33 | 56     |
| 4  | Kalmar FF       | 30 | 15 | 6  | 9  | 41 | 27 | +14 | 55     |
| 5  | AIK             | 30 | 14 | 8  | 8  | 45 | 36 | +9  | 50     |
| 6  | IF Elfsborg     | 30 | 13 | 10 | 7  | 55 | 35 | +20 | 49     |
| 7  | Malmö FF        | 30 | 13 | 7  | 10 | 44 | 34 | +10 | 46     |
| 8  | IFK Göteborg    | 30 | 14 | 3  | 13 | 42 | 39 | +3  | 45     |
| 9  | Mjällby AIF     | 30 | 11 | 10 | 9  | 33 | 33 | 0   | 43     |
| 10 | IFK Värnamo     | 30 | 9  | 10 | 11 | 34 | 47 | –13 | 37     |
| 11 | IK Sirius FK    | 30 | 9  | 8  | 13 | 31 | 42 | –11 | 35     |
| 12 | IFK Norrköping  | 30 | 8  | 10 | 12 | 40 | 42 | –2  | 34     |
| 13 | Degerfors IF    | 30 | 7  | 10 | 13 | 32 | 49 | –17 | 31     |
| 14 | Varbergs BoIS   | 30 | 8  | 7  | 15 | 31 | 57 | –26 | 31     |
| 15 | Helsingborgs IF | 30 | 4  | 5  | 21 | 22 | 52 | –30 | 17     |
| 16 | GIF Sundsvall   | 30 | 4  | 2  | 24 | 28 | 80 | –52 | 14     |

- Landskampioen BK Häcken plaatst zich voor de UEFA Champions League 2022/23  (eerste kwalificatieronde).
- Djurgården en Hammarby IF plaatsen zich voor de tweede kwalificatieronde van de UEFA Europa Conference League 2022/23.
- Helsingborgs IF en GIF Sundsvall degraderen rechtstreeks naar de Superettan.
- IF Brommapojkarna en Halmstads BK promoveren naar de Allsvenskan.
- Varbergs BoIS speelt play-offs om promotie/degradatie tegen Östers IF, de nummer drie uit de Superettan.

### Play-offs

#### Promotie/degradatie
|                       |              |     |                         |                    |
| 10 november 19:00 uur | Östers IF    | 1-2 | Varbergs BoIS           | Visma Arena, Växjö |
| 10 november 19:00 uur | Varmanen 21' |     | 41' Simovic 46' Simovic | Visma Arena, Växjö |

|                       |                           |     |                   |                          |
| 13 november 15.00 uur | Varbergs BoIS             | 2-1 | Östers IF         | Påskbergsvallen, Varberg |
| 13 november 15.00 uur | Tranberg 26' Carlsson 75' |     | 66' J. Westermark | Påskbergsvallen, Varberg |

## Statistieken

### Topscorers
- In onderstaand overzicht zijn alleen de spelers opgenomen met tien of meer treffers achter hun naam.

| №  | Speler                | Club           | Goals | Pen. | Duels | Gem  |
| -- | --------------------- | -------------- | ----- | ---- | ----- | ---- |
| 1  | Alexander Jeremejeff  | BK Häcken      | 22    | 4    | 27    | 0,81 |
| 2  | Marcus Antonsson      | IFK Värnamo    | 20    | 1    | 30    | 0,67 |
| 3  | Marcus Berg           | IFK Göteborg   | 13    | 0    | 26    | 0,50 |
| 4  | Isaac Thelin          | Malmö FF       | 12    | 0    | 23    | 0,52 |
| 5  | Gustav Ludwigson      | Hammarby IF    | 12    | 0    | 29    | 0,41 |
| 6  | Christoffer Nyman     | IFK Norrköping | 11    | 0    | 26    | 0,42 |
| 7  | Mikkel Rygaard Jensen | BK Häcken      | 11    | 0    | 26    | 0,42 |
| 8  | Pontus Engblom        | GIF Sundsvall  | 11    | 3    | 27    | 0,41 |
| 9  | Nahir Besara          | Hammarby IF    | 11    | 1    | 30    | 0,37 |
| 10 | Gustaf Norlin         | IFK Göteborg   | 10    | 1    | 30    | 0,33 |

### Assists
- In onderstaand overzicht zijn alleen de spelers opgenomen met acht of meer assists achter hun naam.

| № | Speler           | Club                  | Assists | Duels | Gem  |
| - | ---------------- | --------------------- | ------- | ----- | ---- |
| 1 | Nahir Besara     | Hammarby IF           | 11      | 30    | 0,37 |
| 2 | Moustafa Zeidan  | Malmö FF IK Sirius FK | 10      | 23    | 0,43 |
| 3 | Magnus Eriksson  | Djurgården            | 9       | 29    | 0,31 |
| 4 | Victor Edvardsen | Djurgården            | 9       | 28    | 0,32 |
| 5 | Mohanad Jeahze   | Hammarby IF           | 8       | 26    | 0,31 |
| 6 | Oliver Berg      | Kalmar FF             | 8       | 29    | 0,28 |

### Meeste speelminuten
| Naam            | Club      | Duels | Min.  | Werd in het veld gebracht | Werd van het veld gehaald |
| --------------- | --------- | ----- | ----- | ------------------------- | ------------------------- |
| Carl Gustafsson | Kalmar FF | 30    | 2.700 | 0                         | 0                         |
| Even Hovland    | BK Häcken | 30    | 2.700 | 0                         | 0                         |
| Oscar Jansson   | Örebro SK | 30    | 2.700 | 0                         | 0                         |

### Scheidsrechters
| Naam                | Duels | Kreeg geel | Weggestuurd | Strafschoppen |
| ------------------- | ----- | ---------- | ----------- | ------------- |
| Mohammed Al-Hakim   | 25    | 66         | 0           | 2             |
| Glenn Nyberg        | 24    | 75         | 2           | 4             |
| Frederik Klitte     | 24    | 99         | 2           | 2             |
| Kristoffer Karlsson | 22    | 96         | 4           | 8             |
| Adam Ladebäck       | 22    | 70         | 3           | 1             |
| Victor Wolf         | 21    | 76         | 2           | 3             |
| Joakim Östling      | 21    | 100        | 1           | 8             |
| Granit Maqedonci    | 21    | 67         | 4           | 2             |
| Andreas Ekberg      | 20    | 72         | 3           | 5             |
| Kaspar Sjöberg      | 19    | 75         | 0           | 3             |
| Bojan Pandzic       | 18    | 93         | 1           | 3             |
| Richard Sundell     | 3     | 11         | 1           | 0             |
| Totaal              | 240   | 900        | 23          | 41            |

### Nederlanders
Onderstaande Nederlandse voetballers kwamen in het seizoen 2022 uit in de Allsvenskan.
| Naam                 | Club            | Duels | Goals |
| -------------------- | --------------- | ----- | ----- |
| Warner Hahn          | IFK Göteborg    | 26    | 0     |
| Shaquille Pinas      | Hammarby IF     | 14    | 0     |
| Anthony van den Hurk | Helsingborgs IF | 14    | 3     |
| Des Kunst            | Varbergs BoIS   | 13    | 0     |
| Tim van Assema       | IFK Göteborg    | 2     | 0     |

## Kampioensteam BK Häcken
Bijgaand een overzicht van de spelers van BK Häcken, die in het seizoen 2022 onder leiding van trainer-coach Per-Mathias Høgmo voor de eerste keer de titel opeisten in de hoogste afdeling van het Zweedse voetbal.
| Naam                    | Wedstrijden | Doelpunten | Assist | Gele kaart | Rode kaart |        |
| Keeper                  | Keeper      | Keeper     | Keeper | Keeper     | Keeper     | Keeper |
| ----------------------- | ----------- | ---------- | ------ | ---------- | ---------- | ------ |
| Peter Abrahamsson       | 27          | 0          | 0      | 3          | 1          |        |
| Johan Brattberg         | 3           | 0          | 0      | 0          | 0          |        |
| Jonathan Rasheed        | 0           | 0          | 0      | 0          | 0          |        |
| Sebastian Banozic       | 0           | 0          | 0      | 0          | 0          |        |
| Verdedigers             |             |            |        |            |            |        |
| Even Hovland            | 30          | 4          | 1      | 1          | 0          |        |
| Johan Hammar            | 29          | 2          | 1      | 5          | 0          |        |
| Valgeir Fridriksson     | 26          | 0          | 4      | 4          | 0          |        |
| Kristoffer Lund         | 25          | 0          | 7      | 3          | 0          |        |
| Tomas Totland           | 23          | 0          | 3      | 1          | 0          |        |
| Franklin Tebo Uchenna   | 9           | 0          | 1      | 0          | 0          |        |
| Kadir Hodzic            | 8           | 0          | 0      | 0          | 0          |        |
| Sebastian Lagerlund     | 1           | 0          | 0      | 0          | 0          |        |
| Middenvelders           |             |            |        |            |            |        |
| Mikkel Rygaard Jensen   | 28          | 11         | 4      | 4          | 0          |        |
| Samuel Gustafson        | 28          | 1          | 6      | 0          | 0          |        |
| Blair Sebastian Turgott | 23          | 2          | 4      | 0          | 0          |        |
| Lars Olden Larsen       | 19          | 4          | 2      | 2          | 0          |        |
| Akoua Romeo Amane       | 18          | 1          | 2      | 1          | 0          |        |
| Erik Friberg            | 18          | 0          | 1      | 1          | 0          |        |
| Gustav Berggren         | 14          | 2          | 3      | 3          | 0          |        |
| Simon Gustafson         | 14          | 0          | 5      | 1          | 0          |        |
| Aanvallers              |             |            |        |            |            |        |
| Oscar Uddenäs           | 28          | 7          | 2      | 2          | 0          |        |
| Alexander Jeremejeff    | 27          | 22         | 3      | 4          | 1          |        |
| Ibrahim Sadiq           | 19          | 7          | 4      | 2          | 0          |        |
| Leo Bengtsson           | 13          | 1          | 1      | 0          | 0          |        |
| Tobias Sana             | 6           | 1          | 0      | 1          | 0          |        |
| Filip Trpcevski         | 6           | 0          | 0      | 0          | 0          |        |
| Ali Youssef             | 4           | 1          | 0      | 0          | 0          |        |
| Momodou Lamin Sonko     | 2           | 0          | 0      | 0          | 0          |        |
| William Nilsson         | 1           | 0          | 0      | 0          | 0          |        |